# Eternal Flame
Eternal Flame é o sétimo álbum de estúdio lançado pela banda japonesa Do As Infinity no dia 30 de setembro de 2009. O álbum foi lançado em duas edições diferentes: uma em versão CD e uma edição com CD+DVD.

## Lista de faixas
CD
1. ETERNAL FLAME
2. 最後のGAME（Seleção TOKYO "Hikaru no Go" tema de abertura）
3. Perfect World
4. 名もなき革命
5. ナイター
6. Feelin'The Light
7. メラメラ（baseado TBS "World League 2009 Vale Boys" música-tema）
8. Piece Of Your Heart（drama BeeTV "Love revigorante" tema de abertura）
9. 北風
10. His hometown
11. 焔
12. 生まれゆくものたちへ
13. Tangerine Dream ～10th Anniversary～）(Bonus Track Limited Edition)

DVD
1. ETERNAL FLAME（Music Clip）
2. 最後のGAME（Music Clip）
3. 生まれゆくものたちへ（Music Clip）